# Virginia Aymard
Virginia Aymard, född 8 juli 1995, är en fransk-gabonesisk judoutövare.

## Karriär
Vid olympiska sommarspelen 2024 i Paris blev Aymard utslagen i sextondelsfinalen i 48 kg-klassen av paraguayanska Gabriela Narváez.